# Temporada 2014 del Campeonato de Galicia de Rally
La temporada 2014 fue la edición 36º del Campeonato de Galicia de Rally. El calendario estaba compuesto de nueve pruebas, comenzando el 8 de marzo en el 20º Rally do Cocido y finalizando el 7 de diciembre en el Rally do Lacón.

## Calendario
El Rally Serra de Groba que se disputó en el año 2013 en el mes de febrero, no se llevó a cabo en el 2014; el Rally Comarca de Ulloa pasó al mes de agosto y en el mes de noviembre el Rally Eurocidade Tui-Valença celebró su primera edición. Con esta prueba por primera vez el campeonato se disputó por tierras portuguesas.
| N.º | Fecha            | Prueba                           | Coef. | Resultados |
| --- | ---------------- | -------------------------------- | ----- | ---------- |
| 1   | 8 de marzo       | 20.º Rally do Cocido             | 8     | Resultados |
| 2   | 5 de abril       | 30.º Rally de Noia               | 7     | Resultados |
| 3   | 24 de mayo       | 25.º Rally Botafumeiro           | 6     | Resultados |
| 4   | 7 de junio       | 27.º Rally Cidade de Narón       | 8     | Resultados |
| 5   | 12 de julio      | 11.º Rally Sur do Condado        | 8     | Resultados |
| 6   | 9 de agosto      | 7.º Rally Comarca da Ulloa       | 7     | Resultados |
| 7   | 6 de septiembre  | 36.º Rally San Froilan           | 8     | Resultados |
| 8   | 4 de octubre     | 3.º Rally Ourense-Ribeira Sacra  | 7     | Resultados |
| 9   | 7-8 de noviembre | 1.º Rally Eurocidade Tui-Valença | 6     | Resultados |
| -   | 6-7 de diciembre | 35.º Rally do Lacón (Reserva)    | -     | -          |

## Resultados

### Campeonato de pilotos
| Pos. | Piloto                    | 1 RDC | 2 RDN | 3 BOT | 4 CDN | 5 SDC | 6 ULL | 7 LUG | 8 RBS | 9 ETV | Pts  |
| ---- | ------------------------- | ----- | ----- | ----- | ----- | ----- | ----- | ----- | ----- | ----- | ---- |
| 1.   | Iván Ares                 | 1     | 1     | 2     | 1     | 1     |       | 1     | 1     |       | 1790 |
| 2.   | Celestino Iglesias        | 6     | 8     | 6     | 6     | 3     | 2     | 6     | 11    | 1     | 1307 |
| 3.   | Ricardo Sousa Costa       | Ret   | 3     |       | 4     | 2     | 10    | 21    | 4     | 2     | 1059 |
| 4.   | Alberto López Belón       | 5     | 6     | 5     | 3     | Ret   | Ret   | 8     | 7     | 10    | 906  |
| 5.   | Javier Martínez Carracedo | Ret   | 5     | 4     | 5     | 5     | 3     |       | 35    |       | 751  |
| 6.   | Pedro Burgo               |       |       | Ret   | 2     |       |       | 3     | 2     |       | 627  |
| 7.   | David García Sanjuan      | Ret   | 13    | 9     | 7     | Ret   | Ret   | 7     | 9     | 6     | 581  |
| 8.   | Adrián Díaz Pérez         |       |       |       |       |       | 1     | 2     |       |       | 485  |
| 9.   | Félix Macias Dieguez      | 7     | 9     | Ret   |       | Ret   |       |       |       | 3     | 425  |
| 10.  | Pedro Ortigueira Seijo    | 13    | 16    | 16    | 14    | 14    | 11    | 12    | Ret   |       | 413  |